# Kabaret Dno

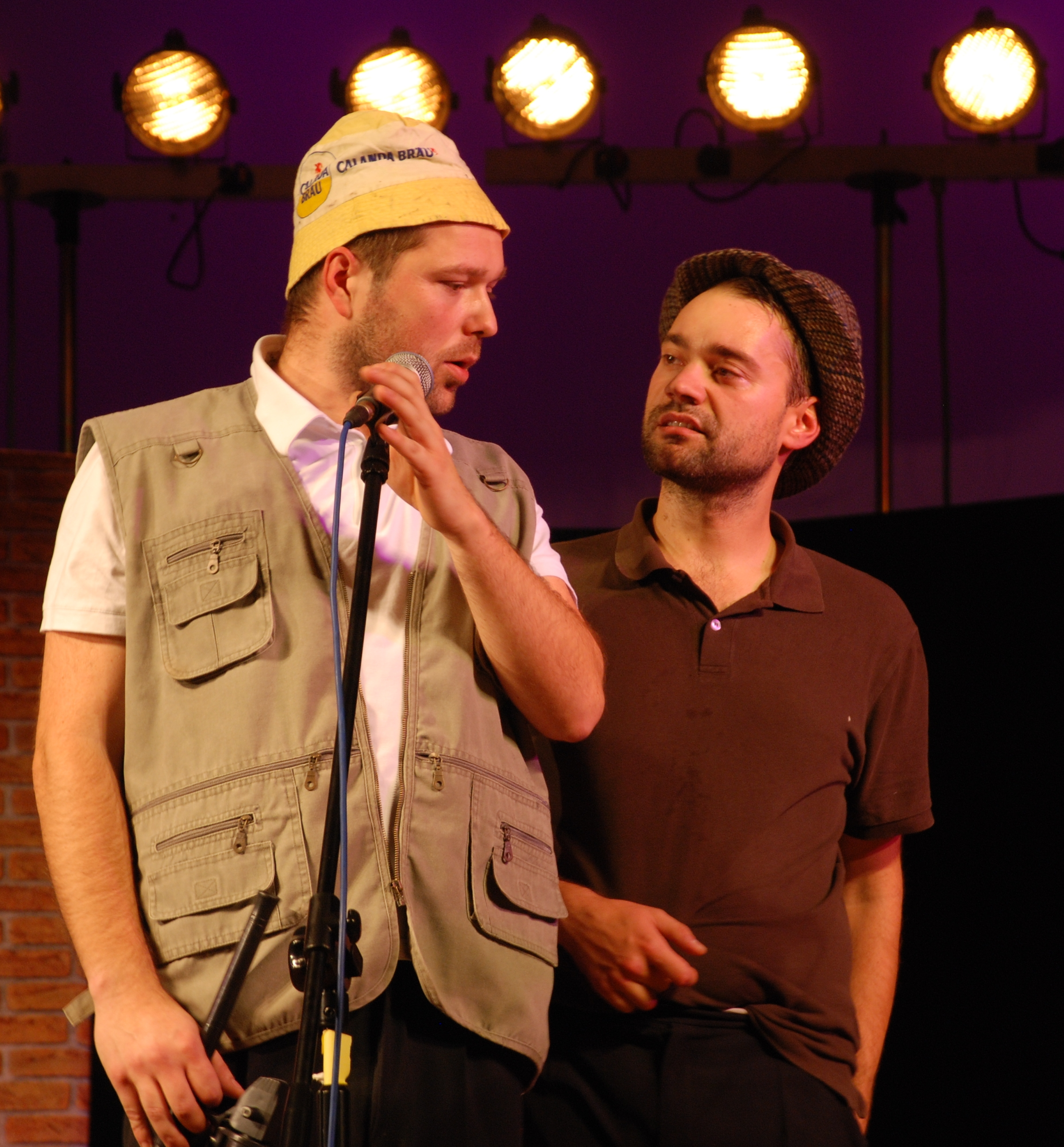
(Od lewej:) Jarosław Cyba i Adam Mrozowicz

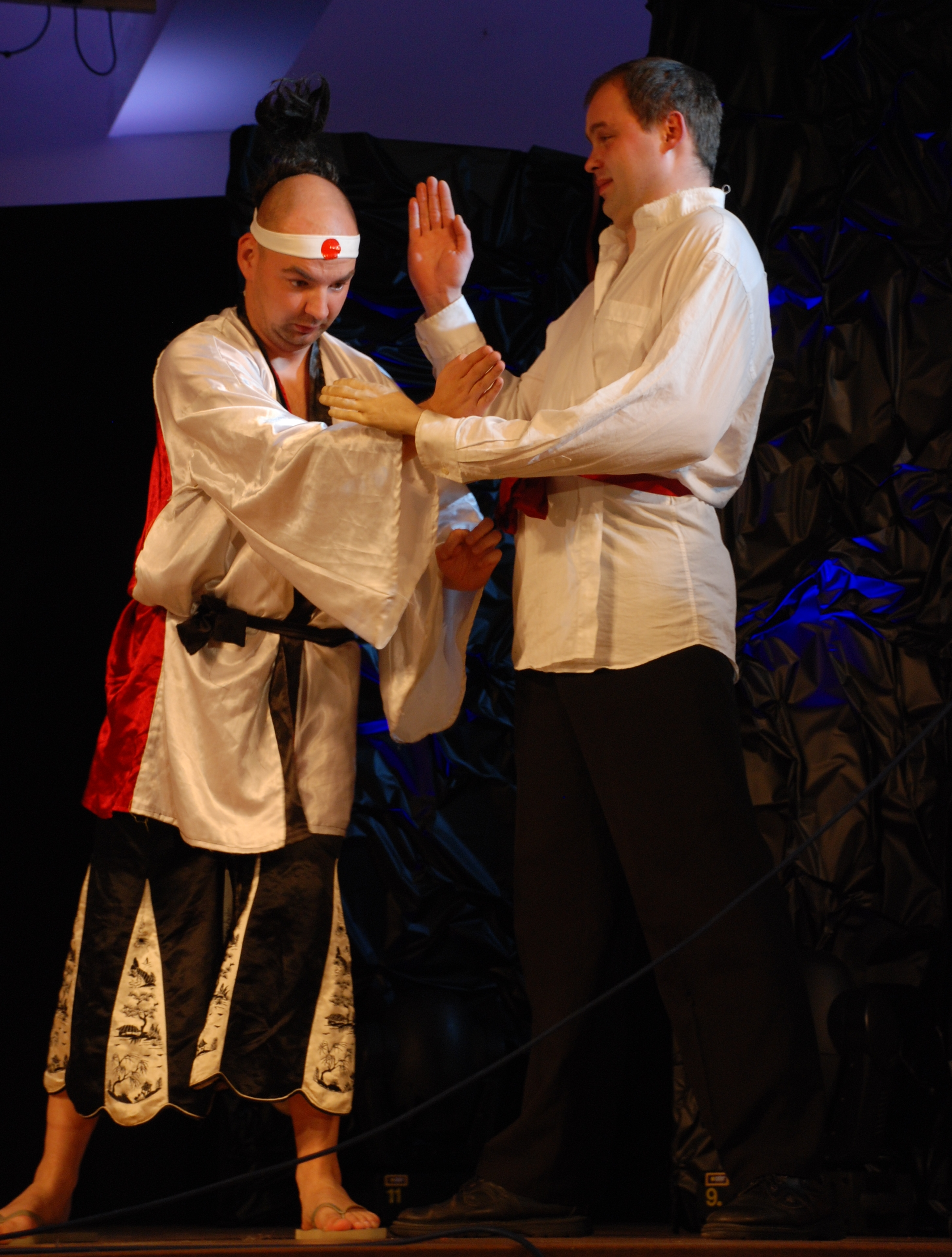
(Od lewej:) Tomasz Sobieraj i Wojciech Stala

Kabaret Dno – działający od 1996 roku kabaret

## Historia
Kabaret powstał w czerwcu 1996 roku w Dąbrowie Górniczej. Założony przez Jarosława Cybę i Rafała Pazerę w Technikum Elektronicznym w Sosnowcu. Kabaret od początku mocno wyróżniający się na tle innych obecnych form kabaretowych, przez nietypowe podejście do rekwizytów i gadżetów obecnych na scenie.
Nazwa kabaretu to skrót, wbrew wszelkim spekulacjom i plotkom, który został zaczerpnięty od pierwszych liter słów: Dynamiczni, Nieprzewidywalni i Oryginalni.

## Skład
- Jarosław Cyba[2]
- Krzysztof Korzeniecki
- Michał Kot
- Wojciech Stala[3]

## Dawni członkowie kabaretu
- Rafał Pazera (1996–1998)[1]
- Tomasz Sobieraj (1996–2009)[4]
- Krzysztof Świerczewski (1999–2001)
- Adam Mrozowicz (do 2019)

## Programy
- Jaki dziś jesteś, Mickiewiczu? (1999; premiera na Przeglądzie Kabaretów PaKA)[5]
- Problem roku 2001 (2000; premiera na Przeglądzie Kabaretów PaKA)[5]
- Program lunatyczny (2001; premiera na Przeglądzie Kabaretów PaKA)[5]
- Apokalipsa, czyli problem roku 2007 (2006; premiera na 5 Dąbrowskiej Ściemie Kabaretowej „Debeściak” w Dąbrowie Górniczej)[5]
- Vademecum Kabaretu
- Pocztówki z Lodówki (2010)[5]
- Telepatia (2012)[5]
- Joke Music Show
- Cyrk Partolini - widowisko kabaretowe dla dzieci (2018)
- Kapuściana Załoga Kapitana Pieroga - widowisko kabaretowe dla dzieci (2023)

## Nagrody[5]
1996
- wyróżnienie oraz Nagroda Publiczności na Mazurskim Lecie Kabaretowym „Mulatka” w Ełku[3]

1998
- I miejsce na Festiwalu Piosenki Debilnej we Wrocławiu
- Nagroda Publiczności na Mazurskim Lecie Kabaretowym „Mulatka” w Ełku
- wyróżnienie na XIX Lidzbarskich Biesiadach Humoru i Satyry w Lidzbarku Warmińskim
- I miejsce, Złote Koryto Tajnego Jurora oraz Nagroda Publiczności na Rybnickiej Jesieni Kabaretowej „Ryjek” w Rybniku

1999
- II Nagroda oraz Nagroda Publiczności na Przeglądzie Kabaretów PaKA w Krakowie
- Nagroda Publiczności na Mazurskim Lecie Kabaretowym „Mulatka” w Ełku
- II Nagroda na XX Jubileuszowych Lidzbarskich Biesiadach Humoru i Satyry w Lidzbarku Warmińskim
- I miejsce, Złote Koryto Kabaretów oraz Nagroda Publiczności na Rybnickiej Jesieni Kabaretowej „Ryjek” w Rybniku

2000
- I Nagroda, Nagroda Dziennikarzy oraz Nagroda Publiczności na Przeglądzie Kabaretów PaKA w Krakowie
- wyróżnienie, Nagroda Dziennikarzy oraz Nagroda Publiczności na Mazurskim Lecie Kabaretowym „Mulatka” w Ełku
- III miejsce w werdykcie kabaretów na Rybnickiej Jesieni Kabaretowej „Ryjek” w Rybniku
- III miejsce na Ogólnopolskim Festiwalu Teatrów i Kabaretów Studenckich „Wyjście z cienia"

2001
- I Nagroda, Nagroda Publiczności, Nagroda Biura Podróży Business Travel, Polskiego Radia S.A. Programu Trzeciego oraz Stowarzyszenia Centrum Kultury Rotunda na Przeglądzie Kabaretów PaKA w Krakowie
- nagroda w Konkursie Piosenki Kabaretowej oraz Nagroda Publiczności na Mazurskim Lecie Kabaretowym „Mulatka” w Ełku
- III miejsce w werdykcie kabaretów oraz Nagroda Publiczności na Rybnickiej Jesieni Kabaretowej „Ryjek” w Rybniku

2002
- I miejsce, Złote Koryto Kabaretów, Złote Koryto Tajnego Jurora oraz Melodyjna Nagroda im. Artura na Rybnickiej Jesieni Kabaretowej „Ryjek” w Rybniku
- Nagroda Prezydenta Miasta Dąbrowa Górnicza w dziedzinie Kultury

2003
- nagroda „Największy Świr” w kategorii „Najbardziej absurdalny kabaret” w plebiscycie Świry Roku 2003 w Katowicach
- nagroda w Konkursie Piosenki Kabaretowej oraz nagroda w konkursie głównym na Mazurskim Lecie Kabaretowym „Mulatka” w Ełku
- I miejsce i Złote Koryto Kabaretów na Rybnickiej Jesieni Kabaretowej „Ryjek” w Rybniku
- I miejsce i Nagroda Publiczności na Ostrołęckich Spotkaniach z Piosenką Kabaretową „OSPA” w Ostrołęce

2004
- Nagroda Dziennikarzy na Ogólnopolskiej Giełdzie Kabaretowej „PrzeWAŁka” w Wałbrzychu

2005
- wyróżnienie za piosenkę „Artysta” na II Ogólnopolski Festiwalu Piosenki Kabaretowej O.B.O.R.A w Poznaniu
- II miejsce w werdykcie kabaretów na Rybnickiej Jesieni Kabaretowej „Ryjek” w Rybniku

2006
- Nagroda Specjalna Prezydenta Miasta Dąbrowa Górnicza za 10 lat twórczej pracy i wkład artystyczny w Dąbrowska Ściema Kabaretowa|Dąbrowską Ściemę Kabaretową „Debeściak”
- I miejsce, Złote Koryto Kabaretów, Nagroda Publiczności oraz Melodyjna Nagroda im. Artura na Rybnickiej Jesieni Kabaretowej „Ryjek” w Rybniku

2019
- Złote koryto oraz Koryto Publiczności na Rybnickiej Jesieni Kabaretowej "Ryjek" w Rybniku[2]

## Wydawnictwa płytowe
- DVD „Na złomowisku” – premiera: 14 listopada 2008 r. (dno, dividi, debestof – najlepsze skecze i piosenki kabaretu Dno)[6]